# Hans Fischer
Hans Fischer, född 27 juli 1881 i Höchst am Main, död 31 mars 1945 i München, var en tysk kemist. 1930 erhöll han Nobelpriset i kemi.

## Biografi
Fischer blev 1912 docent och 1915 extraordinarie professor i München. År 1916 blev han professor i Innsbruck, 1918 i Wien och 1921 vid tekniska högskolan i München. Fischers viktigaste undersökningar var hans klarläggande av gall- och blodfärgernas konstitution. Han lyckades syntetiskt framställa klorofyll och hemin, den färgkomponent som ger blodet dess röda färg. För dessa undersökningar erhöll Fischer 1930 Nobelpriset i kemi.
Fischer tog sitt liv 1945 i München efter att hans institut och hans arbeten förstörts under de sista dagarna av andra världskriget.